# Helmut Gold

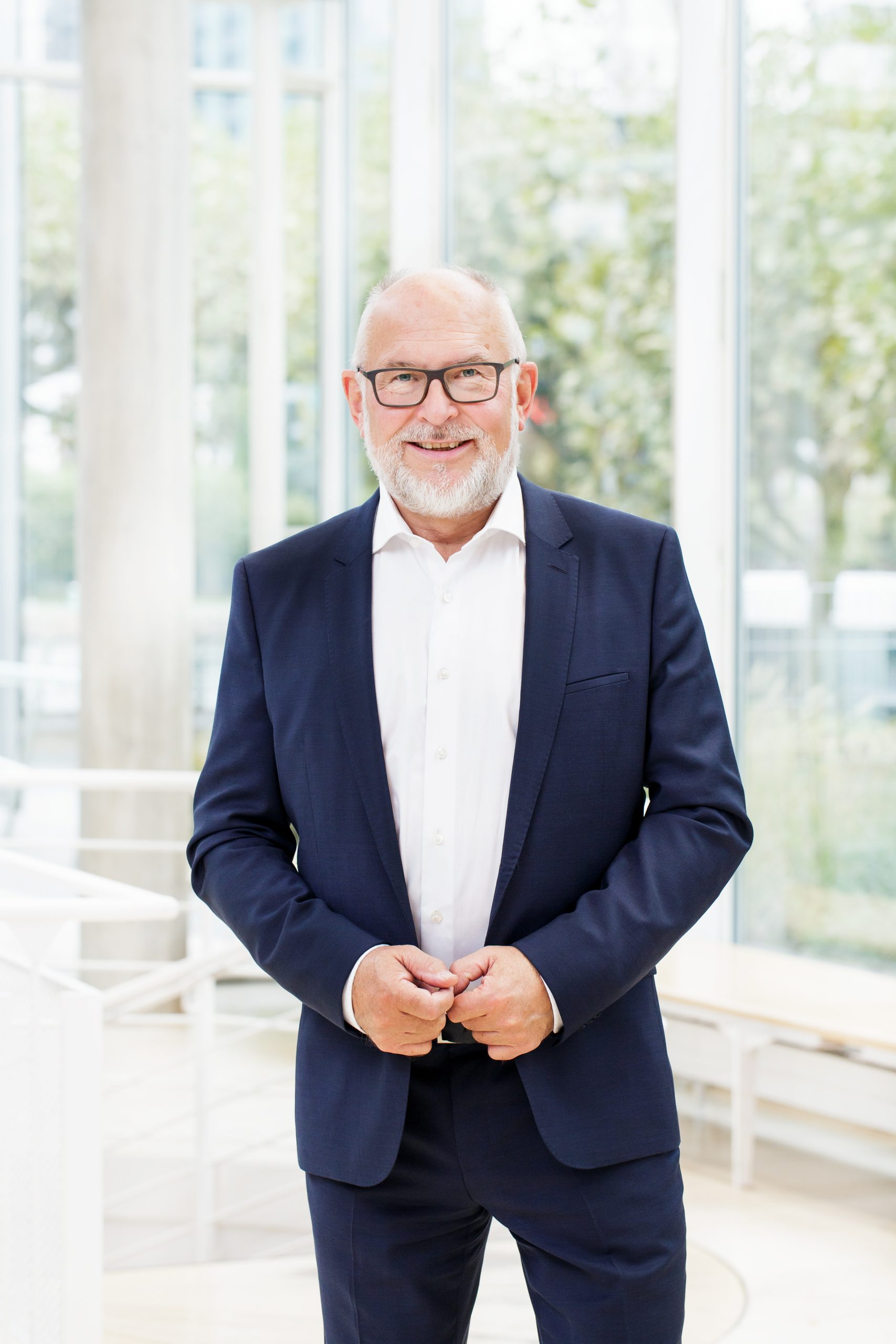
Helmut Gold im November 2020

Helmut Gold (* 7. Dezember 1958 in Wetzlar) ist ein deutscher Literaturwissenschaftler und Historiker. Bis 2024 war er Direktor des Museum für Kommunikation Frankfurt und Kurator in der Funktion eines Generaldirektors für die Museumsstiftung Post und Telekommunikation.

## Werdegang
Gold studierte von 1977 bis 1983 Geschichte und Germanistik an der Justus-Liebig-Universität Gießen und promovierte 1989 am Fachbereich Neuere Philologien an der Johann Wolfgang Goethe-Universität Frankfurt über „Erkenntnisse unter Tage. Bergbaumotive in der Literatur der Romantik“. Von 1985 bis 1987 war er wissenschaftlicher Mitarbeiter beim Deutschen Literaturarchiv in Marbach, anschließend bis 1991 freiberuflich als Leiter von Ausstellungsprojekten am Verkehrsmuseum Nürnberg und dem Deutschen Postmuseum Frankfurt tätig.
1993 wechselte er als Referatsleiter Ausstellungen und personale Kommunikation nach Köln zur Bundeszentrale für gesundheitliche Aufklärung (BZgA). Von Februar 1997 bis Dezember 2024 war er Direktor am Museum für Kommunikation in Frankfurt, das zur öffentlich-rechtlichen Museumsstiftung Post und Telekommunikation gehört. Von Januar 2005 bis April 2017 wirkte Gold als ständiger Vertreter der Stiftungsleitung, seit Mai 2017 leitete er die Stiftung als Kurator der Museumsstiftung Post und Telekommunikation.
Von 2007 bis 2013 war er Vorstandsmitglied im Deutschen Museumsbund. Weiterhin ist er Mitbegründer der CECOM (European Communication Museums) und des NCM (Network Company Museums), Mitglied des Beirats der Stiftung Technoseum in Mannheim, der DASA in Dortmund, sowie Kuratoriumssprecher des Deutschen Auswandererhauses Bremerhaven.
Darüber hinaus leitet er seit 1998 als Geschäftsführer die Deutsche Gesellschaft für Post und Telekommunikationsgeschichte e.V., eines Geschichtsvereins zur Kommunikationsgeschichte, der vierteljährlich das Magazin zur Kommunikationsgeschichte „Das Archiv“ herausgibt.
Von Gold stammen Veröffentlichungen zur Literatur-, Medien- und Technikgeschichte. Außerdem hatte er Lehraufträge an der Justus-Liebig-Universität Gießen.

## Ausstellungen und Kataloge (Auswahl)
- Literatur im Industriezeitalter (Marbach 1987)
- Fräulein vom Amt (Frankfurt 1993)
- LiebesLeben (Köln u. a. 1994ff.)
- Sehnsucht (Köln u. a. 1996ff.)
- Wer nicht denken will, fliegt raus – Joseph Beuys Postkarten (Frankfurt/Hamburg/Berlin 1998ff.)
- Abgestempelt – Judenfeindliche Postkarten (Frankfurt/Berlin/Hamburg 1999ff.)
- Mensch Telefon – Aspekte telefonischer Kommunikation (Frankfurt/Berlin/Nürnberg 2000ff.)
- Liebe.komm - Botschaften des Herzens (Frankfurt/Hamburg/Nürnberg/Berlin 2003ff.)
- Globalisierung 2.0 (Frankfurt/Berlin/Nürnberg 2007f.)
- @bsolut privat?! Vom Tagebuch zum Weblog (Frankfurt/Berlin 2008f.)
- Satt: Kochen, Essen, Reden (Frankfurt/Berlin 2009f.)
- DO IT YOURSELF: Die Mitmach-Revolution (Frankfurt/Berlin 2010f.)
- Tempo Tempo! Im Wettlauf mit der Zeit (Frankfurt/Berlin 2012ff.)
- Außer Kontrolle? Leben in einer überwachten Welt (Frankfurt/Berlin 2013ff.)
- Berührt – Verführt. Werbekampagnen, die Geschichte machten (Frankfurt/Berlin 2015ff.)
- Mediengeschichte(n) Neu erzählt! – Neue Dauerausstellung (Frankfurt 2017)
- Like you! Freundschaft digital & analog (Frankfurt/Berlin 2018ff.)
- neuland. Ich, wir und die Digitalisierung (Frankfurt/Nürnberg/Berlin 2020ff.)
- Back to Future. Technikvisionen zwischen Fiktion und Realität (Frankfurt/Berlin 2020ff.)

## Veröffentlichungen (Auswahl)
- Erkenntnisse unter Tage. Bergbaumotive in der Literatur der Romantik. Wiesbaden: Westdeutscher Verlag 1989
- LiebesLeben – Grundlagen zur Konzeption und Umsetzung einer neuen Ausstellung zur Aidsprävention. In: Ausstellungen als Medium in der Gesundheitsförderung. Publikationsreihe Wissenschaft im Deutschen Hygiene-Museum, Bd. 6, Dresden 1997
- Der ausgestellte Mensch. Ausstellungen als Medium der Gesundheitsaufklärung. In: Hauptsache Gesund. Gesundheitsaufklärung zwischen Disziplinierung und Emanzipation. Marburg: Jonas Verlag 1998
- Feed it, watch it grow – Digitale Souvenirs. In: Der Souvenir. Erinnerung in Dingen von Reliquie zum Andenken. Köln/Frankfurt: Wienand Verlag 2006
- (mit Katja Weber): Mediengeschichte(n) neu erzählt. Die neue Dauerausstellung stellt sich der digitalen Revolution. In: Kulturinstitute im Horizontwandel. 50 Jahre ASKI. Berlin 2008
- Medien erzählen Geschichte(n). Das Museum für Kommunikation Frankfurt. In: Hilmar Hoffmann: Das Frankfurter Museumsufer. Frankfurt a.M: Societätsverlag 2009
- (mit Hartwig Lüdtke): Technikmuseen. In: Museen zwischen Qualität und Relevanz. Denkschrift zur Lage der Museen, Berlin: G + H Verlag 2012
- Das Zeitsparbuch (mit Klaus Beyrer), Mainz: Verlag Hermann Schmidt 2012
- (mit Anja Schaluschke und Annabelle Hornung): Fast Forward Neuland. In: Transformation. Strategien und Ideen zur Digitalisierung im Kulturbereich. Stiftung Historische Museen Hamburg: Transkript 2021